# حمد جابر العلي الصباح
الشيخ حمد جابر العلي الصباح (مواليد 1966)؛ سياسي كويتي ، نائب رئيس مجلس الوزراء وزير الدفاع الأسبق خلال الفترة 14 ديسمبر 2020 حتى 17 فبراير 2022. هو أحد أعضاء الأسرة الحاكمة في الكويت والابن العاشر للشيخ جابر العلي السالم الصباح، من زوجته سعاد حمد الحميضي.

## عن حياته
ولد الشيخ حمد جابر العلي في الكويت سنة 1966، حصل على شهادة العلوم السياسية من جامعة الكويت عام 1989، وكان يشغل قبل توليه منصب وزير الإعلام في نوفمبر 2011، سفير الكويت لدي المملكة العربية السعودية منذ شهر فبراير 2007، كما تولى بين عامي 2003 و2006 منصب مدير مكتب ولي العهد الكويتي بدرجة وكيل وزارة، كما تولى بين عامي 1998 و2001 منصب وكيل وزارة مساعد لشؤون التجهيز الخارجي بوزارة الدفاع الكويتية ورئيس هيئة مكتب نائب رئيس مجلس الوزراء ووزارة الدفاع، وعمل بين عامي 1993 و1997 في سفارة إيطاليا، وبين عامي 1991 و1993 في مكتب نائب رئيس مجلس الوزراء ووزير الخارجية الكويتي، وبين العامين 1989 و1991 باحثًا سياسيًا في مكتب وزير الداخلية الكويتي.
في 14 ديسمبر 2020 عُين نائبًا لرئيس مجلس الوزراء ووزيرًا للدفاع ، وفي 16 فبراير 2022 قدم استقالته من المنصب  وفي 17 فبراير 2022 صدر مرسوماً بقبول استقالته. 

## حياته الأسرية
متزوج وله من الأبناء:
- خالد
- طلال
- علي [4]